# Караяр (Караидельский район)
Карая́р (баш. Ҡараяр) — село в Караидельском районе Республики Башкортостан Российской Федерации. Административный центр Караярского сельсовета.

## География

### Географическое положение
Село находится на берегу Павловского водохранилища, на правом берегу реки Юрюзань.
Расстояние до:
- районного центра (Караидель): 25 км,
- ближайшей ж/д станции (Щучье Озеро): 190 км.

## Население
| 2002 | 2009 | 2010 |
| ---- | ---- | ---- |
| 729  | ↘636 | ↗751 |

### Национальный состав
Согласно переписи 2002 года, преобладающая национальность — башкиры (94 %).

## Религия
В селе есть мечеть.